# Liste von Burgen, Schlössern und Festungen im Département Seine-Saint-Denis
Die Liste von Burgen, Schlössern und Festungen im Département Seine-Saint-Denis listet bestehende und abgegangene Anlagen im Département Seine-Saint-Denis auf. Das Département zählt zur Region Île-de-France in Frankreich.

Wappen des Départements Seine-Saint-Denis (93)
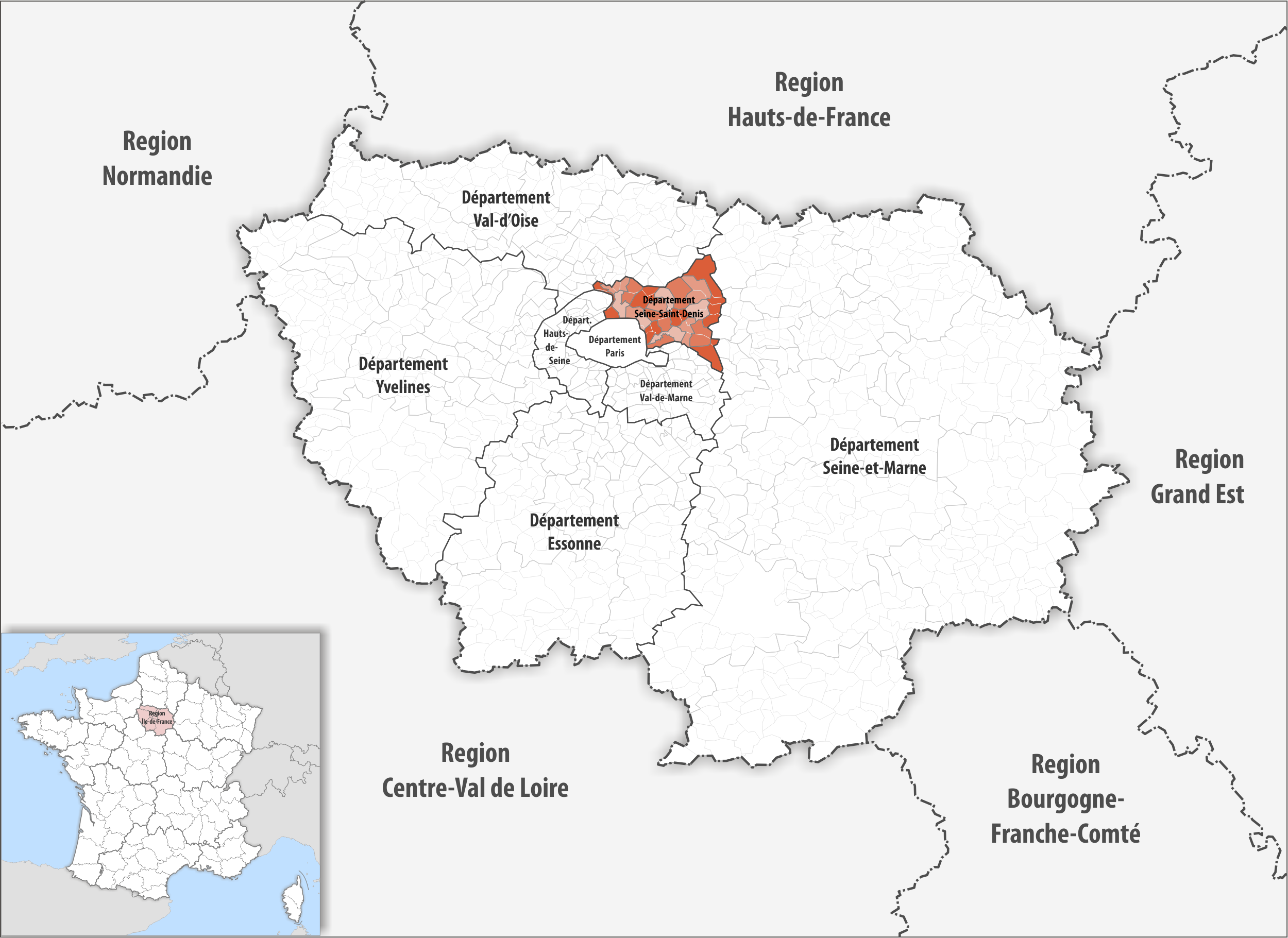
Lage des Départements Seine-Saint-Denis in der Region Île-de-France
Lage der Region Île-de-France in Frankreich

## Liste
Bestand am 5. August 2021: 18
| Name deu / fra                                                     | Gemeinde / Lage                            | Typ (Untertyp) | Bemerkungen                                                                                                  | Bild |
| ------------------------------------------------------------------ | ------------------------------------------ | -------------- | --- | ---- |
| Schloss Bagnolet Château de Bagnolet                               | Bagnolet 48,861949° N, 2,406262° O         | Schloss        | Im 18. Jahrhundert erbaut und zerstört. Heute steht dort nur noch der Pavillon de l'Ermitage.                |      |
| Schloss Les Cèdres Château des Cèdres                              | Montfermeil 48,899° N, 2,567° O            | Schloss        | Zentrum der kulturellen und künstlerischen Aktivitäten von Montfermeil                                       |      |
| Schloss La Forêt Château de la Forêt                               | Livry-Gargan 48,91759° N, 2,53211° O       | Schloss        | Heute ein Museum                                                                                             |      |
| Schloss Gournay-sur-Marne Château de Gournay-sur-Marne             | Gournay-sur-Marne 48,865° N, 2,573° O      | Schloss        | Heute das Rathaus (Hôtel de ville)                                                                           |      |
| Schloss Guérin Château Guérin                                      | Neuilly-sur-Marne 48,8562° N, 2,528° O     | Schloss        | Konservatorium für Musik                                                                                     |      |
| Schloss Ladoucette Château de Ladoucette                           | Drancy 48,925603° N, 2,442888° O           | Schloss        | |      |
| Schloss Le Marquis du Terrail Château du Marquis du Terrail        | Épinay-sur-Seine 48,951797° N, 2,313971° O | Schloss        | Heute das Rathaus (Hôtel de ville)                                                                           |      |
| Schloss Montreau Château de Montreau                               | Montreuil 48,866017° N, 2,471846° O        | Schloss        | Lebendiges Geschichtsmuseum                                                                                  |      |
| Petit Château                                                      | Montfermeil 48,899° N, 2,564° O            | Schloss        | Generalkonsulat                                                                                              |      |
| Schloss Le Raincy Château du Raincy                                | Le Raincy 48,898383° N, 2,516371° O        | Schloss        | Im 17. Jahrhundert erbaut und 1819 zerstört, wenige Überreste vorhanden                                      |      |
| Schloss Romainville Château de Romainville                         | Romainville 48,886° N, 2,435° O            | Schloss        | Abgerissen                                                                                                   |      |
| Schloss Saint-Ouen Château de Saint-Ouen                           | Saint-Ouen 48,917° N, 2,329° O             | Schloss        | Ausstellungen und städtisches Konservatorium                                                                 |      |
| Schloss Sainte-Assise Château de Sainte-Assise                     | Seine-Port                                 | Schloss        | Anfang des 17. Jahrhunderts anstelle eines Klosters errichtet, im Laufe der Zeit teilweise wieder abgerissen |      |
| Schloss Sevran Château de Sevran (Château du Fayet)                | Sevran 48,94° N, 2,526° O                  | Schloss        | Ehemals das Rathaus (Hôtel de ville)                                                                         |      |
| Schloss Stains Château de Stains                                   | Stains 48,95839° N, 2,381791° O            | Schloss        | Wurde 1870 zerstört                                                                                          |      |
| Schloss La Terrasse Château de la Terrasse                         | Clichy-sous-Bois 48,91271° N, 2,54944° O   | Schloss        | |      |
| Schloss Villemomble Château de Villemomble                         | Villemomble 48,885° N, 2,511° O            | Schloss        | Ausstellungen und Kulturvereine                                                                              |      |
| Schloss des Vizegrafen von Puységur Château du vicomte de Puységur | Clichy-sous-Bois 48,9107° N, 2,5461° O     | Schloss        | Heute das Rathaus (Hôtel de ville)                                                                           |      |